# Варси, Дайан
Дайан Варси (англ. Diane Varsi; 23 февраля 1938 — 19 ноября 1992) — американская актриса, номинантка на премию «Оскар» в 1957 году.

## Биография

### Карьера
Дайан Мари Антония Варси (англ. Diane Marie Antonia Varsi) родилась 23 февраля 1938 года в калифорнийском городе Сан-Матео в семье торговца цветами Рассела Варси и его жены Беатрис ДеМершан. После обучения в средней школе Дайан Варси сменила много профессий, прежде чем стала актрисой. Она работала официанткой, моделью в магазине, сборщицей фруктов, а также много кем ещё.
Её кинодебют состоялся в 1957 году в фильме «Пейтон Плейс», где сыграла Эллисон Маккензи. Эта роль принесла Дайан Варси номинацию на премию «Оскар» как лучшей актрисе второго плана. В следующем году актриса стала обладательницей «Золотого глобуса» в номинации лучший новичок среди женщин, совместно с Сандрой Ди и Кэролин Джонс.
В последующие годы она появилась в главных ролях в фильмах «Из ада в Техас» (1958) и «Насилие» (1959) и после чего прекратила сниматься. В Голливуд она вернулась только в конце 1960-х, но на этот раз её предлагали только второстепенные роли. Среди её киноработ тех лет роль в фильмах «Кровавая мама» (1970), «Джонни взял ружье» (1971), а также в телефильме «Люди» (1972). Последний раз на экранах она появилась в 1977 году в фильме «Я никогда не обещала вам розового сада».

### Личная жизнь
Дайан Варси трижды была замужем. Её первый брак в 1953 году был вскоре аннулирован. Затем, с 1955 по 1958 год, она была замужем за продюсером Джеймсом Диксоном, от которого родила сына Шона. В 1961 году она вышла замуж за Майкла Хаусмена, ставшего отцом её дочери Уиллы.
В 1968 году, во время съёмок в фильме «Дикарь на улицах», Дайан Варси повредила шейный позвонок, что привело впоследствии к многочисленным операциям. В 1977 году она заразилась болезнью Лайма, точный диагноз которой был поставлен лишь в 1989 году. Эта болезнь привела к смерти актрисы от дыхательной недостаточности 19 ноября 1992 года. Дайан Варси умерла в Голливуде в возрасте 54 лет.

## Избранная фильмография
- Я никогда не обещала вам розового сада (1977) — Сильвия
- Люди (1972) — Валанси Кармоди (ТВ)
- Джонни взял ружье (1971) — Четвёртая медсестра
- Кровавая мама (1970) — Мона Гибсон
- Дикарь на улицах (1968) — Салли Ле Рой
- Насилие (1959) — Рут Эванс
- Из ада в Техас (1958) — Хуанита Брэдли
- Пейтон плэйс (1957) — Эллисон МакКензи

## Премии
- «Золотой глобус» 1958 — «Лучший новичок среди женщин»